# 水永村
水永村（みずながむら）は、広島県甲奴郡にあった村。現在の府中市の一部にあたる。

## 地理
矢多田川の上流域に位置していた。

## 歴史
- 1889年（明治22年）4月1日、町村制の施行により、甲奴郡水永村が単独で村制施行し、水永村が発足[1][2]。佐倉村、井永村、水永村、斗升村、岡屋村、階見村の町村組合を結成し役場を岡屋村に設置[1]。
- 1895年（明治28年）10月1日、甲奴郡佐倉村、井永村、斗升村、岡屋村と合併し、清岳村を新設して廃止された[1][2]。

### 地名の由来
古くから水に恵まれず水無と称されたが、江戸時代初期井永村から分離したことから井永の永をとって水永とした。

## 産業
- 農業[1]